# Sargodha
Sargodha (Urdu: سرگودھا) è una città della provincia del Punjab in Pakistan, capoluogo del distretto omonimo. Al 2009 la città possedeva una popolazione di 586.922 abitanti..